# Börsenhändler
Als Börsenhändler versteht man im engeren Sinne die Vertreter und Angestellte der Kreditinstitute, die zum Börsenhandel zugelassen sind. Im weiteren Sinne versteht man unter dem Begriff jeglichen Börsenteilnehmer.

## Börsenhändler im engeren Sinne
Ein Börsenhändler kann sowohl für eigene Rechnung als auch auf fremde Rechnung Geschäfte abschließen. So übergibt er die Wertpapieraufträge seiner Kunden den Börsenmaklern oder Skontroführern, damit diese einen Kontrahenten für das Gegengeschäft finden. Teilweise fungieren Börsenhändler auch als Market-Maker für bestimmte Gattungen.
Die Eignungs- und Zulassungsbedingungen werden durch das Börsengesetz und die vom Börsenrat erlassene und von der Börsenaufsichtsbehörde einer jeweiligen Börse genehmigte Zulassungsordnung für Börsenhändler festgelegt.
In Deutschland existieren nur mehr wenige Wertpapierhandelshäuser, die nicht einer Vollbank angehören:
- Baader Bank AG
- Bankhaus Scheich Wertpapierspezialist AG

- Equinet Bank AG

- Hellwig Wertpapierhandelsbank GmbH

- ICF Bank AG

- MWB fairtrade Wertpapierhandelsbank AG

- ODDO Seydler Bank AG
- Renell Wertpapierhandelsbank AG

- Scheich & Partner Börsenmakler GmbH

- Schnigge Wertpapierhandelsbank AG

- Tradegate AG Wertpapierhandelsbank

- Tremmel Wertpapierhandelsbank GmbH

- Walter Ludwig Wertpapierhandels GmbH

- Steubing AG

## International
An der Londoner Börse entsprach der Börsenhändler ungefähr dem jobber oder dealer. Der jobber darf im Gegensatz zum Börsenmakler ausschließlich für eigene Rechnung handeln. Seit der Londoner Börsenreform von 1986 sind die Funktionen des brokers und dealers an der Londoner Börse abgeschafft und durch die Funktion des Market-Makers ersetzt.